# Verity Lambert
Verity Ann Lambert OBE, född 27 november 1935 i London, död 22 november 2007 i samma stad, var en brittisk TV- och filmproducent och mediebolagsdirektör.
Lambert arbetade som producent för BBC i början av 1960-talet. Hennes första  egna serie var sci fi-klassikern Doctor Who. 1974 flyttade hon över till konkurrenten ITV där hon blev exekutiv producent för dotterbolaget Euston Films. 1985 startade Lambert sitt eget bolag Cinema Verity. Första framgången blev den australiska filmen Ett skrik i mörkret.

## Utmärkelser
Lambert har bland annat vunnit AACTA Awards för Ett skrik i mörkret 1989 och BAFTA:s "Alan Clarke Award" 2002.

## Filmografi i urval
- 1963–1965 – Doctor Who (TV-serie) – producent
- 1978 – Edward & Mrs. Simpson (TV-serie) – exekutiv producent
- 1979–1984 – Minder (TV-serie) – exekutiv producent
- 1981 – Thika – min afrikanska barndom (miniserie) – exekutiv producent
- 1983 – Änkorna (TV-serie) – exekutiv producent
- 1985 – Morons from Outer Space – exekutiv producent
- 1986 – Ursäkta, vad är klockan? – exekutiv producent
- 1988 – Ett skrik i mörkret – producent
- 1995 – She's Out (TV-serie) – producent
- 1998–2004 – Jonathan Creek (TV-serie) – producent